# Зора (квартал на Стара Загора)
 Тази статия е за квартала на Стара Загора.  За други значения вижте Зора (пояснение).  
„Зора“ е квартал на град Стара Загора, разположен в най-източната част на града на юг от пътя Стара Загора – Бургас (Е 773). Надморската височина на квартала е 175–180 м. Кварталът е бивше село с името „Айданлии“, присъединено към града като негов квартал.
В кварталът има смесено строителство: къщи, панелни и тухлени блокове. Там е разположено едноименно начално училище и 33 ЦДГ Люляк. Намира се на около 6 километра от центъра.
Североизточно от квартала е разположена индустриална зона, бившия ДК, комплекс Тера Груп и множество автокъщи и специализирани автосервизи като Ситроен, Опел, Шевролет, Тойота, Ауди и други. Източно от квартала е разположен бившия „Агробиохим Стара Загора“ (АТЗ Стара Загора), чиято основна дейност е била производството на азотни торове, а сега е площадка на множество фирми – „Панхим“, „ЕС БИ ЕС“, „Зара Газ“, и др.
До квартала се намира хипермаркет „Метро“ и разсадник „Разцвет“.